# 関田次男
関田 次男（せきた つぎお、1928年または1929年 - 2013年4月19日）は、日本のランドスケープアーキテクト。

## 来歴
北海道開発コンサルタント取締役や日本造園コンサルタント協会（現・ランドスケープコンサルタンツ協会）理事を務めた。
代表作の旭山動物園で昭和48年度日本造園学会賞を受賞した。
1999年には第21回日本公園緑地協会の北村賞を受賞した。